# Boussey
Boussey ist eine französische Gemeinde mit 34 Einwohnern (Stand 1. Januar 2022) im Département Côte-d’Or in der Region Bourgogne-Franche-Comté. Sie gehört zum Kanton Semur-en-Auxois und zum Arrondissement Montbard.
Nachbargemeinden sind Vesvres im Nordwesten, Vitteaux im Norden, Saffres im Osten, Uncey-le-Franc im Südosten, Soussey-sur-Brionne im Süden und Beurizot im Südwesten.

## Bevölkerungsentwicklung
| Jahr                       | 1962 | 1968 | 1975 | 1982 | 1990 | 1999 | 2008 | 2015 |
| -------------------------- | ---- | ---- | ---- | ---- | ---- | ---- | ---- | ---- |
| Einwohner                  | 58   | 63   | 58   | 47   | 43   | 45   | 29   | 31   |
| Quellen: Cassini und INSEE |      |      |      |      |      |      |      |      |

Von 2011 bis 2016 sank die Einwohnerzahl weiter um jährlich 4,3 Prozent im Durchschnitt.